# کارول دورسکی تژاسکا
کارول دورسکی تژاسکا (لهستانی: Karol Durski-Trzaska؛ ۱۸۴۹ – ۱۹۳۵) افسر ارتش اتریش-مجارستان و سپس نیروی زمینی لهستان بود که به درجه سپهبدی رسید. او از ۲۳ سپتامبر ۱۹۱۴ تا دسامبر ۱۹۱۵ فرمانده هنگ‌های لهستانی در جنگ جهانی اول بود و بعد از آن به نیروهای ذخیره فرستاده شد.
با تشکیل لهستان، تژاسکا طی سال‌های ۱۹۱۹ تا ۱۹۲۲ در ارتش این کشور خدمت کرد و سپس بازنشسته شد.
او از دارندگان نشان افتخار تولد لهستان است.